# Phaecasiophora diserta
Phaecasiophora diserta es una especie de polilla perteneciente al género Phaecasiophora, categorizada en la tribu Olethreutini, de la subfamilia Olethreutinae.

## Distribución
Se distribuye por Asia: en India, en el estado de Assam (Khasi Hills).

## Taxonomía
Fue descrita por Meyrick en 1909. La especie se encuentra registrada y publicada en Journal of the Bombay Natural History Society 19: 593.